# Chrysops centurionis
Chrysops centurionis är en tvåvingeart som beskrevs av Austen 1911. Chrysops centurionis ingår i släktet Chrysops och familjen bromsar. Inga underarter finns listade i Catalogue of Life.